# Sitting in the Park
Sitting in the Park er det andet studiealbum af den danske gruppe Gangway, udgivet i februar 1986 på pladeselskabet Irmgardz. 
Med albummet fik gruppen et bredt gennembrud i Danmark og et radiohit med singlen "My Girl and Me". Singlen udkom også i England, hvor gruppen tidligere havde fået fine anmeldelser for deres britisk klingende popmusik. I 1992 blev albummet genudgivet i Japan med tre bonusnumre på selskabet Hammer Label. Sitting in the Park har solgt 25.000 eksemplarer.

## Spor
Alt tekst og musik er skrevet af Henrik Balling. 
1. "The Party is Over" – 3:02
2. "My Girl and Me" – 3:55
3. "Scream" – 3:30
4. "Sitting in the Park" – 3:48
5. "Yesterday, When I Was Drunk" – 4:22
6. "Once Bitten, Twice Shy"  – 3:44
7. "This Can't Be Love" 	– 5:03
8. "Do You Remember" – 3:55
9. "Too Much Talk" – 2:42
10. "Bound to Grow Up" – 3:36

Bonusnumre på japansk version
11. "Once Bitten, Twice Shy (Early Version)"
12. "Paris, Mexico"
13. "Yesterday, When I Was Drunk (Early Version)"

## Personel
Gangway
- Allan Jensen – vokal, bas
- Henrik Balling – guitar, keyboards, kor, arrangementer, blokfløjte (spor 12)[1]
- Torben Johansen – guitar, keyboards, kor
- Gorm Ravn-Jonsen – trommer

Yderligere musikere
- Søren Wolff – yderligere guitar, arrangementer
- John von Daler – violin
- Anette Welner – violin
- Frederik Møller – violin
- Niels Erik Clausen – cello
- Jens Winther – trompet
- Thomas Ekman – valdhorn

Produktion
- Søren Wolff – producer
- Jesper Bo Nielsen – lydtekniker
- René Cambony – lydtekniker
- Peter Ravn – cover design
- Hildegard Raynoschek – foto